# Estheria alticola
Estheria alticola är en tvåvingeart som beskrevs av Louis-Paul Mesnil 1967. Estheria alticola ingår i släktet Estheria och familjen parasitflugor. Inga underarter finns listade i Catalogue of Life.